# الكلارين
بلدية الكُلَّارين (بالإسبانية: Alcollarín)‏، هي بلدية تقع في مقاطعة قصرش والتي تقع في منطقة إكستريمادورا، غرب إسبانيا.
يبلغ عدد سكانها 343 نسمة وفقاً لإحصائية سنة (2002).